# Gleisbaumaschine

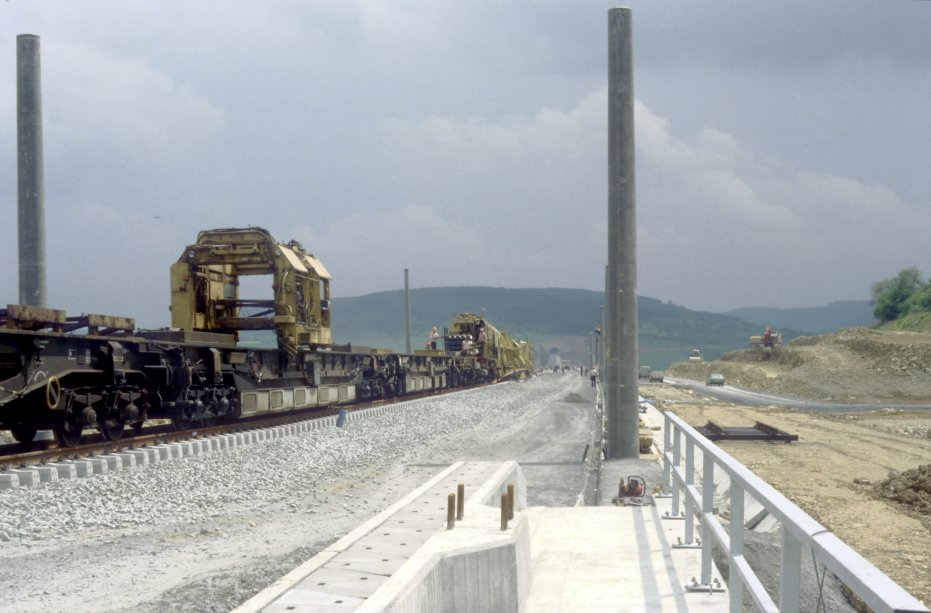
Gleisbauzug auf der Schnellfahrstrecke Hannover–Würzburg, nördlich von Würzburg (Mai 1986)

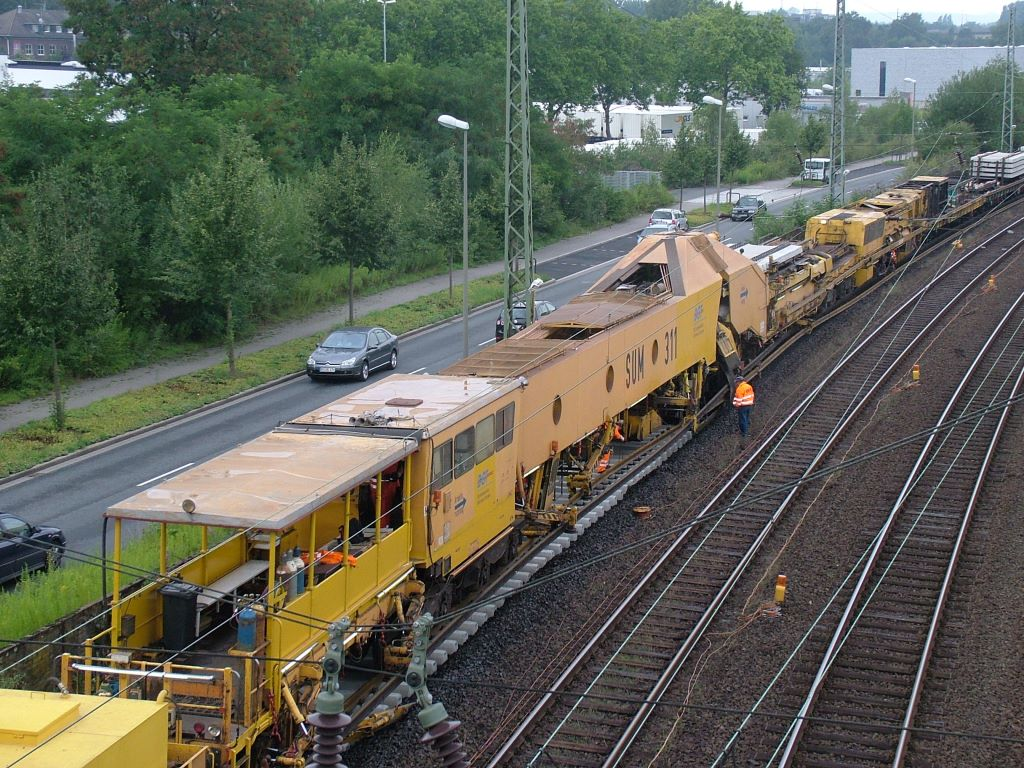
Gleisumbauzug im Einsatz

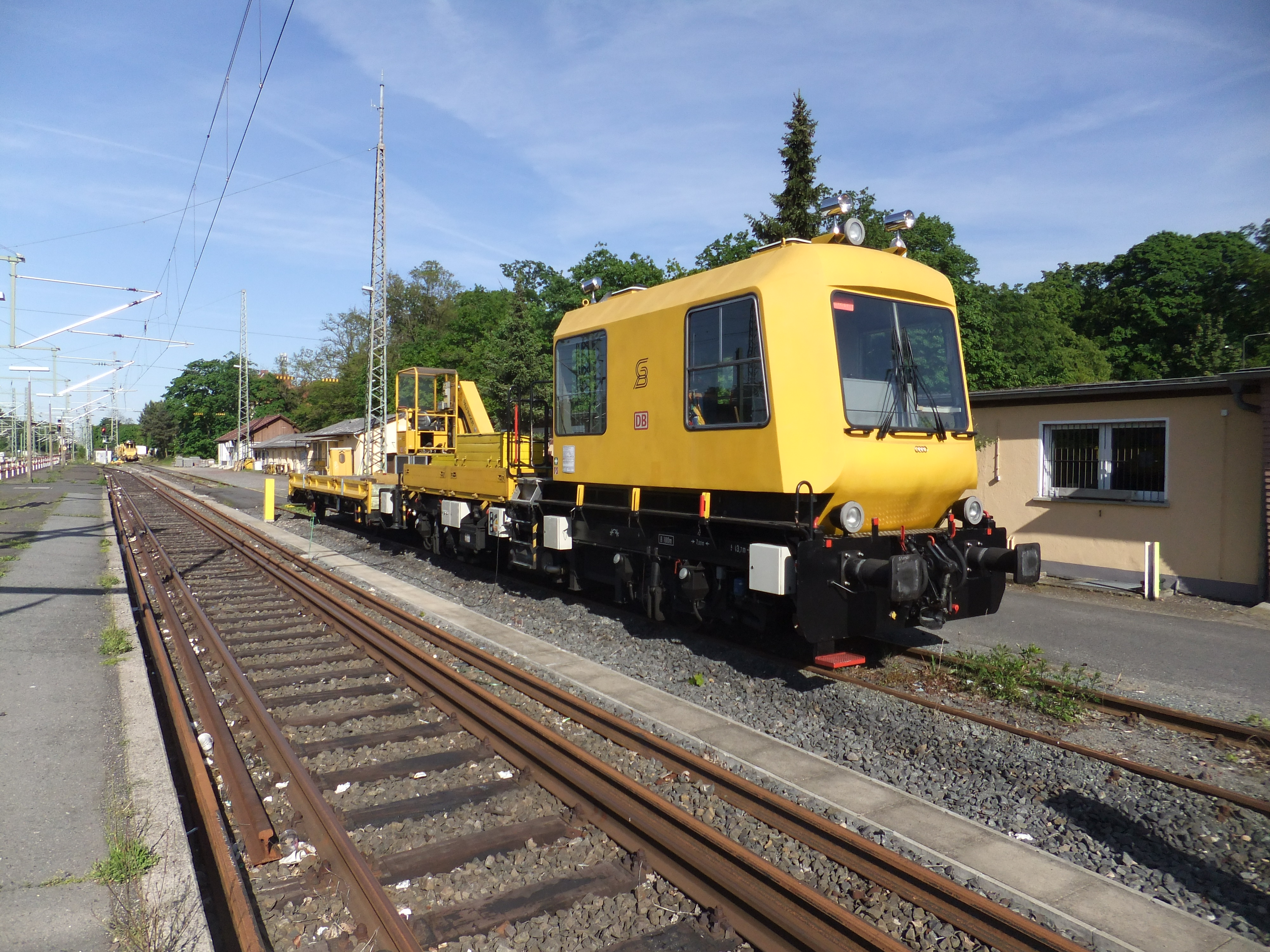
Schweres Nebenfahrzeug Nr. 97 17 55 102 18-5 (GAF 200 R) im Bahnhof Frankfurt am Main Stadion

Als Gleisbaumaschine bezeichnet man die beim Bau und bei der Instandhaltung des Eisenbahnoberbaus verwendeten Maschinen.

## Geschichte
Früher wurden Schwellen und einzelne Schienen oder vorgefertigte Gleisjoche auf die vorbereitete Bettung verlegt, die Schienenstöße der Gleise gelascht bzw. später verschweißt (Thermitschweißen), gerichtet und endgültig gestopft. Bis in die 1940er Jahr wurden dazu hauptsächlich einfache, manuelle Handwerkzeuge, wie Stopfhacken und Schottergabeln, eingesetzt. Erst ab den 1950er Jahren kamen die ersten, zunächst kleineren, Gleisbaumaschinen zum Einsatz. Seitdem wurden für fast alle Arbeitsgänge mechanisierte Verfahren entwickelt.
Heute werden sowohl aus Kostengründen, als auch um Streckensperrungen möglichst kurz zu halten, bei längeren Baustellen weitestgehend kontinuierlich arbeitende Gleisbaumaschinen eingesetzt. Die einzelnen Fahrzeuge sind dabei hoch spezialisiert und werden zu kompletten Gleisbauzügen zusammengestellt. Diese können damit eine Gesamtlänge bis 700 Metern erreichen und bis 500 Meter Gleis in einer Stunde erneuern. Kontinuierlich arbeitende Maschinen wie Schnellumbau-, Planumsverbesserungs- und im Regelfall auch Bettungsreinigungsmaschinen erfordern allerdings durchgehende Gleissperrungen und möglichst lange Arbeitsabschnitte. Bei zu kleinen Baubereichen und in kurzen Sperrpausen, beispielsweise in der nächtlichen Betriebspause, sind sie unwirtschaftlich und fallweise wegen der zu langen Auf- und Abrüstzeiten gar nicht einsetzbar. 

## Einteilung

### Allgemeines
Gleisbaumaschinen lassen sich in leichte und schwere Gleisbaumaschinen einteilen:
- leichte Gleisbaumaschinen, die in kurzer Zeit ausgesetzt werden können, und
- schwere Gleisbaumaschinen, die gleisgebunden oder gleislos arbeiten

Als weiteren Unterscheidung sind u. a. folgende Merkmale von Bedeutung:
- Arbeitsfortschritt: Es wird zwischen zyklisch (auch Taktverfahren oder konventionelles Verfahren genannt) und kontinuierlich (auch Fließverfahren genannt) arbeitende Maschinen unterschieden. Bei Taktverfahren findet der Einsatz der Gleisbaumaschine abschnittsweise statt. Nach der Fertigstellung eines Abschnittes wird die Baustelle verschoben, um den nächsten Abschnitt umbauen zu können. Beim Fließverfahren findet der Gleisumbau hingegen kontinuierlich statt. Der Gleisumbau ist hierbei in einzelne Arbeitsschritte unterteilt, die unter kontinuierlicher Fortbewegung der Arbeitsstelle, nacheinander ausgeführt werden.[2]
- Verschiedene Fahrwerkskonstruktionen und Fahrbahnen, sowie deren sinnvolle Kombinationen:
  - Fahrwerk mit Radsätzen auf dem Arbeitsgleis
  - Fahrwerk mit Radsätzen auf einem Hilfsgleis
  - Raupenfahrwerk auf dem Planum oder Grundschotter oder
  - Fahrwerk mit Straßenrädern auf dem Planum oder Grundschotter
  - Schreitkufen auf dem Planum oder Grundschotter
  - Zweiwegefahrzeuge mit Straßenrädern und absenkbarer Spurführungseinrichtung
- Möglichkeiten zur Fortbewegung:
  - durch einen Eigenfahrantrieb
  - durch Zugmittel (Triebfahrzeug, Raupenfahrzeug, Seilrangieranlage)
- Betriebsbeeinflussung:
  - Die Sperrung des Arbeitsgleises ist erforderlich, ohne oder mit Geschwindigkeitsbeschränkung im Nachbargleis
  - Aussetzbar und im Schutz einer Langsamfahrstelle im Arbeitsgleis einsetzbar, siehe auch Bauen unter dem rollenden Rad
  - Aussetzbar ohne Geschwindigkeitsbeschränkung im Arbeitsgleis

### Schienenbearbeitung
- Schienenschleifmaschine
- Schienenfräsmaschine
- Schienenhobelmaschine

### Gleisbau und -unterhaltung
- Schotterpflug
- Gleisstopfmaschine
- Weichenstopfmaschine
- Richtmaschine
- Planumsverbesserungsmaschine
- Material-Förder- und Siloeinheit
- Bettungsreinigungsmaschine
- Gleisumbauzug
- Recycling- und Schotterreinigungszug
- Gleismesswagen
- Gleisbauschienenkran
- spezielle Transportwagen für Schwellen, Schotter und anderes
- Weichentransportwagen
- Schienendrehkran
- Schienenladeeinheit
- Zweiwegebagger als vielseitig und auch in kurzen Sperrpausen einsetzbare Hilfsmittel

## Hersteller
Hersteller von Gleisbaumaschinen im deutschsprachigen Raum sind Plasser & Theurer, Robel Bahnbaumaschinen, Windhoff Matisa, Linsinger Maschinenbau sowie GBM Gleisbaumechanik Brandenburg/H.